# Morceaux de conversations avec Jean-Luc Godard
Pour plus de détails, voir Fiche technique et Distribution.
Morceaux de conversations avec Jean-Luc Godard est un documentaire français réalisé en 2007 par Alain Fleischer, sorti en 2009.

## Synopsis
Propos de Jean-Luc Godard sur le cinéma, l'histoire, l'engagement politique, à l'occasion d'entretiens avec des historiens, critiques et réalisateurs.

## Fiche technique
- Titre : Morceaux de conversations avec Jean-Luc Godard
- Réalisation : Alain Fleischer
- Photographie : Olivier Guéneau, Laurent Desmet, Damien Marquet
- Son : Philippe Fabri, Denis Guilhem, Jérémy Morelle, Cyrille Lauwerier
- Montage : Sébastien Bretagne
- Musique : Léo Ferré (non crédité)
- Producteur délégué : Serge Lalou
- Production : Les Films d'Ici - Le Fresnoy - BPI Georges Pompidou
- Pays :  France
- Durée : 125 minutes
- Date de sortie : 21 janvier 2009

## Distribution
- Jean-Luc Godard
- Dominique Païni
- Jean Narboni
- Jean-Marie Straub
- Danièle Huillet
- André S. Labarthe
- Christophe Kantcheff

## Sélections
- 2007 : Festival international du film de Locarno
- 2008 : Festival international du cinéma indépendant de Buenos-Aires
- 2010 : Festival international du film de Rio de Janeiro